# Odruch skrócenia
Odruch skrócenia – jest to tzw. odruch obronny pojawiający się przy uszkodzeniu dróg piramidowych na poziomie rdzenia. Polega na zgięciu kończyny dolnej w stawie biodrowym, kolanowym oraz skokowym przy jednoczesnym zgięciu grzbietowym palucha w odpowiedzi na podrażnienie skóry na tej samej kończynie. 
Odruchowi skrócenia mogą towarzyszyć:
- odruch Philipsona
- odruch Riddocha